# 波多野伝三郎

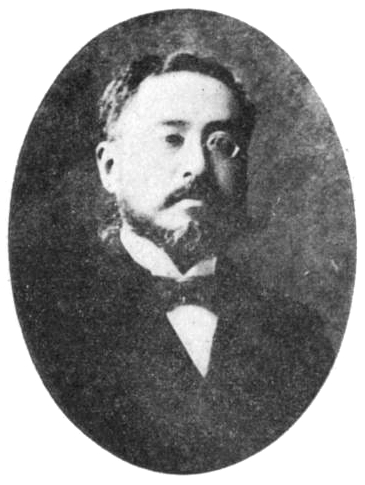
波多野伝三郎

波多野 伝三郎（はたの でんざぶろう、1856年9月20日（安政3年8月22日）- 1907年（明治40年）2月13日）は、明治期の政治家、教育者。衆議院議員、官選福井県知事。旧姓・前田。

## 経歴
越後長岡藩士・前田茂左衛門の息子として生まれ、明治2年（1869年）、波多野影雲の養子となる。1874年に上京し、尺振八の共立学舎で学び、その後、同教授、舎長を務めた。1879年、嚶鳴社に加入。1880年、文部省に出仕。1881年、退官して『東京横浜毎日新聞』に入社し1886年まで在社。
1882年、立憲改進党の結党に加わり、その後もその立場を守った。1888年、新潟県会議員に当選。1891年5月、第1回衆議院議員総選挙・新潟県第五区の補欠で当選。以後、第2回、第4回、第5回、第9回総選挙で当選し、衆議院議員を通算五期務めた。
1897年4月、第2次松方内閣により福井県知事に登用された。自由党の勢力が強い福井県会と対立し、波多野が消極的であった治水対策について、県会は波多野の不信任案を意味する「治水に関する建議案」を可決した。波多野は県会を解散したが、1897年11月13日、依願免本官となり退官した。明治40年2月13日卒去。享年52。墓所は青山霊園。
その他、宝田石油会社監査役、南北石油会社監査役、国有共同販売所監査役を務めた。

## 栄典
- 1897年（明治30年）5月31日 - 正五位[5]

## 親族
- 養嗣子 波多野保二（逓信官僚）[6]